# Eleutherodactylus jasperi
Eleutherodactylus jasperi е вид земноводно от семейство Eleutherodactylidae. Видът е критично застрашен от изчезване.

## Разпространение
Разпространен е в Пуерто Рико.